# Новый Синец
Новый Синец — деревня в Болховском районе Орловской области. Административный центр Новосинецкого сельского поселения. Население — 266 чел. (2010).

## География
Деревня находится в северной части Орловской области, в лесостепной зоне, в пределах центральной части Среднерусской возвышенности.
Уличная сеть представлена пятью объектами: Зелёная улица, Садовая улица, Центральная улица, Центральный переулок и Школьная улица.
Географическое положение: в 17 километрах от районного центра — города Болхов, в 38 километрах от областного центра — города Орёл и в 289 километрах от столицы — Москвы.
Часовой пояс
Деревня Новый Синец, как и вся Орловская область, находится в часовой зоне МСК (московское время). Смещение применяемого времени относительно UTC составляет +3:00.
Климат близок к умеренно-холодному, количество осадков является значительным, с осадками даже в засушливый месяц. Среднегодовая норма осадков — 627 мм. Среднегодовая температура воздуха в Болховском районе — 5,1 °C.

## Население
Проживают (на 2017—2018 гг.) 311 жителей, 29 чел. — до 7 лет, 32 чел. — от 7 до 18 лет, 74 чел. — от 18 до 30 лет, 82 чел. — от 30 до 50 лет, 55 чел. — от 50 до 60 лет и 39 чел. — старше 60 лет.
| 2002 | 2010 |
| ---- | ---- |
| 274  | ↘266 |

Гендерный состав
По данным Всероссийской переписи населения 2010 года в гендерной структуре населения мужчины составляют 42,1% (112 чел.), женщины — 57,9% (154 чел.).

## Инфраструктура
Сельский дом культуры, библиотека, 3 магазина, фельдшерско-акушерский пункт (с 2016 года не работает), основная общеобразовательная школа (обучается 31 человек)
Источники водоснабжения — две артезианские скважины (освоены в 1966 и 1977 годах), над которыми расположены павильоны. Водопроводная сеть построена до 1980 года, находится в неудовлетворительном состоянии, что часто ведёт к перебоям водоснабжения на отдельных улицах.

## Великая Отечественная война

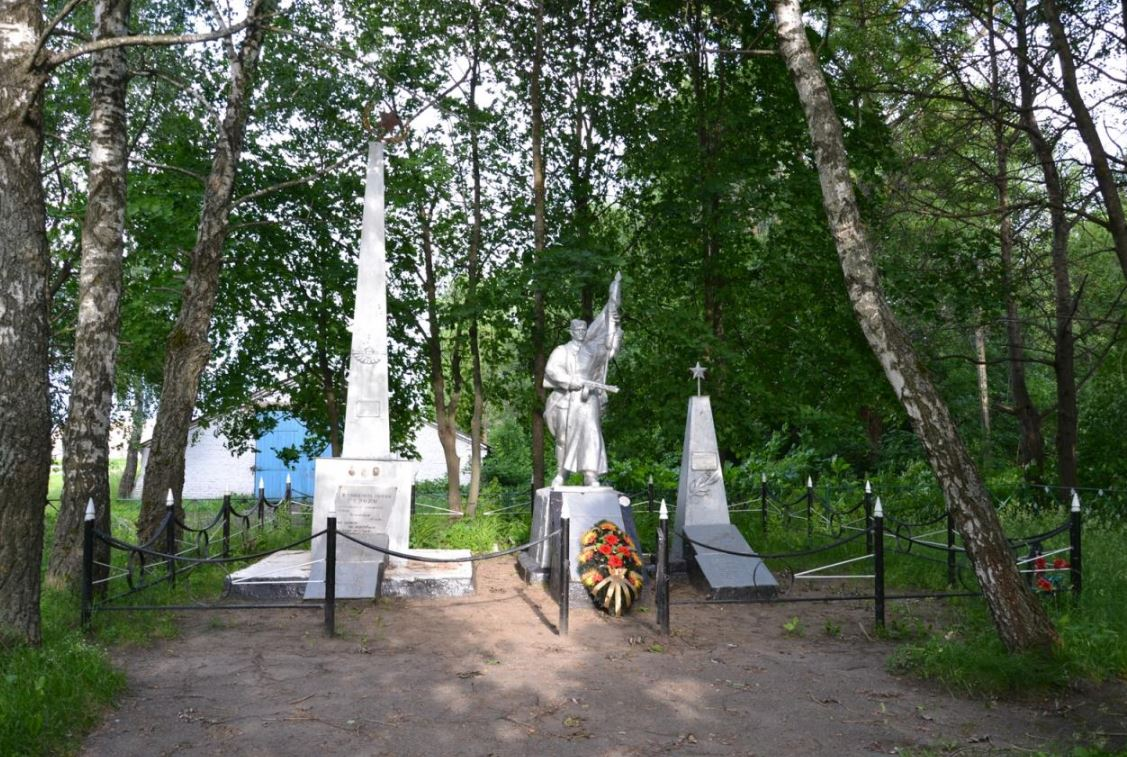
Братская могила (Новый Синец)

На территории деревни расположена братская могила в которой захоронены 146 бойцов красной армии, из 12 гв. 150, 324, 336, 350 стрелковых дивизий, 12 истребительной противотанковой бригады, 1282 зенитного арт.полка, 208 гаубичного артполка. Перезахоронены из поселков Александровский, Березуй, Просвет, деревень Арнаутова, Болотово, Клейменова, Тургенева, Петрищева, ст. Синец, Столново, Сомово, Татарино, Кабала.

## Транспорт
Через деревню проходит автодорога Р-92. Около деревни есть остановка общественного транспорта с одноимённым названием.